# セイラン
セイラン（青鸞、学名：Argusianus argus）は、キジ科に分類される鳥類。マレー半島、スマトラ島、ボルネオ島の森林地帯に棲息する。一説に、中国の空想上の鳥、鳳凰のモデルとも言われている。本種1種でセイラン属を構成する。

## 形態
オスで全長1.9m、メスで70cm程になる大型のキジ。全身の色は褐色が主体で、オスは黒い冠羽と裸出した青い皮膚が目立つ頭部、中央の2枚が著しく長い尾羽、そして非常に発達した次列風切羽を持つ。風切羽には金色を帯びた眼状紋が多数配置されている。メスは長い尾羽と風切羽を持たず、体色はオスよりややくすんでいる。

## 生態
繁殖期にオスが見せるディスプレイ行動は非常に壮観である。オスは森林内の特定の平地を足で踏み均し、落ち葉などを取り除いて綺麗にしてから、大きな鳴き声をあげてメスを誘い、翼と尾羽を広げて誇示する。この時、風切羽に配置された眼状紋が顕わになる。
雑食性で木の実や木の芽、葉、昆虫などを食べる。
繁殖形態は卵生で、多くのキジ類の例に漏れず子育てはメスのみで行う。ひと腹の産卵数は平均2個で、他のキジ類に比べると少ない。